# The Lure of Mammon
The Lure of Mammon è un cortometraggio muto del 1915 diretto da Kenean Buel.

## Produzione
Il film fu prodotto dalla Broadway Favorites Feature (Kalem Company).

## Distribuzione
Distribuito dalla General Film Company, il film - un cortometraggio in tre bobine - uscì nelle sale cinematografiche USA il 17 maggio 1915.